# Sausage Party: Foodtopia
Sausage Party: Foodtopia är en animerad amerikansk komedisserie som har en planerad premiär den 11 juli 2024 på Prime Video. Serien består av åtta avsnitt, och är en fortsättning på filmen Sausage Party från 2016.

## Handling
Serien kretsar kring karaktärerna Frank, Brenda, Barry och Sammy när de försöker bygga upp sitt eget matsamhälle.

## Rollista (i urval)
- Seth Rogen - Frank
- Kristen Wiig - Brenda Bunson
- Michael Cera - Barry
- David Krumholtz - Kareem Abdul Lavash
- Edward Norton - Sammy Bagel Jr.
- Will Forte - Jack
- Sam Richardson - Julius
- Scott Diggs Underwood - Gum
- Natasha Rothwell - Egg
- Yassir Lester - Banana